# Gandinagar
Gandinagar (Gandhinagar) é uma cidade planejada e capital do estado de Guzerate, na Índia. A cidade tem cerca de 200 mil habitantes e está localizada a aproximadamente 23 km ao norte de Ahmedabad, no ponto central a oeste do corredor industrial entre Deli, a capital política do país, e Mumbai, a capital financeira.
Gandinagar fica na margem oeste do rio Sabarmati, a cerca de 464 km de distância de Mumbai. Os 30 setores em que a cidade foi dividida ficam ao redor do complexo do governo central. Cada setor tem seu próprio centro comercial e comunitário, com escola primária, centro de saúde, governo e habitação privada. Há uma provisão para parques, plantio extensivo e uma área de lazer ao longo do rio que dá à cidade uma atmosfera de cidade-jardim.
O templo de Akshardham está localizado na cidade. Havia uma determinação para fazer de Gandinagar uma cidade puramente indiana, em parte porque o estado de Guzerate foi o local de nascimento de Mahatma Gandhi.